# Піт Кроньє
Пітер Арнольдус Кроньє, відоміший, як Піт Кроньє (афр. Piet Cronjé; 4 жовтня 1836, Колесбург, Капська колонія — 4 лютого 1911, Потчефструм, Трансвааль) — генерал збройних сил Південно-Африканської Республіки під час англо-бурських воєн у 1880—1881 і 1899—1902 роках.

## Біографія
Народився у Капській колонії, але переїхав у Трансвааль. Кроньє здобув славу під час Першої англо-бурської війни, коли взяв в облогу британський гарнізон під Почефструмом. Він мав характерний зовнішній вигляд. Був низького зросту, носив чорну бороду і славився великою мужністю.
Він командував загонами, які захопили у Дуорнокопі Джеймсона, який здійснив свій рейд 2 січня 1896 року. Під час Другої англо-бурської війни Кроньє був командувачем на західному театрі воєнних дій. Він почав облогу Кімберлі і Мафекінга. У Мафекінзі з загоном, чисельність якого коливалася з 2 до 6 тис., він оточив 1200 бійців регулярних військ і ополченців під командуванням полковника Роберта Баден-Пауелла.
У битві при Магерсфонтайні на початку грудня 1899 року були успішно відбиті атаки британців на його позиції, і це зупинило просування англійців на північ аж на два місяці.
Його нова тактика в битві на річці Моддер, де його піхота була розташована в окопах біля підніжжя гори, а не на самій горі (з метою підвищення ефективності траєкторії вистрілів) уславила його у новітній військовій історії. Однак тактика, яку приписували йому, не була його власним винаходом. Насправді її родоначальниками були генерали Де ла Рай і Мартінус Тьоніс Стейн.
Він був недалекоглядним і недооцінював значення воєнних маневрів. Кроньє зазнав поразки в битві при Паардеберзі, у якій він разом з 4000 своїми бійцям здався Лорду Робертсу.
Після його поразки під Паардебергом 27 лютого 1900 року він був ув'язнений як військовополонений на острові Святої Єлени, де залишався до завершення мирних переговорів у 1902 році. Моральний дух бурів упав після його поразки. Тому англійці без жодного пострілу увійшли в столицю Трансваалю — Блумфонтайн.
Повернувшись додому, він відійшов від справ і занурився у особисте життя в Клерксдорпі, що у Трансваалі. Помер 4 лютого 1911 року в Почефструм, самотнім і забутим власним народом. Йому так і не пробачили його поразку під Паардебергом.
Його спосіб ведення війни був протилежним до тактики іншого героя війни, Де ла Райа, що призвело до серйозної напруженості у відносинах між ними.